# دفاع استراتژیک لنینگراد
دفاع استراتژیک لنینگراد (انگلیسی: Leningrad strategic defensive) اصطلاحی است که در تاریخ‌نگاری شوروی برای عملیات دفاعی در منطقه جنوب لنینگراد توسط ارتش سرخ و نیروی دریایی شوروی در طول جنگ جهانی دوم از ۱۰ ژوئیه تا ۳۰ سپتامبر ۱۹۴۱ انجام شده‌است. عملیات زیر به عنوان بخشی از عملیات استراتژیک در نظر گرفته می‌شود:
- دفاع کینگیزپ – لوگا ۱۰ ژوئیه - ۲۳ سپتامبر ۱۹۴۱
- حمله سولتسی–دنو ۱۴–۲۲ ژوئیه ۱۹۴۱
- دفاع تالین ۵– ۲۸ اوت ۱۹۴۱
- حمله استارایا-روسا ۸–۲۳ اوت ۱۹۴۱
- دفاع دمیانسک ۶–۲۶ سپتامبر ۱۹۴۱